# École de Pont-Croix
 (avril 2024).
L’École de Pont-Croix, expression inventée par l'architecte Charles Chaussepied, est un style des XIIIe et XIVe siècles qui marque profondément l'architecture religieuse du Cap Sizun et du Cap Caval, anciens doyennés du sud-ouest de la Cornouaille, en Bretagne.
Ce style consiste en l'utilisation fréquente d'arcades d'allure faussement romane et dans une recherche d'affinement maximal des piliers, tout en présentant une modénature purement gothique.

## Caractères
Pour René Couffon, l'École de Pont-Croix se caractérise par « l'emploi de supports complexes d'une extrême légèreté », et des proportions comme « homothétiques » d'édifices beaucoup plus grands, ce qui donne aux œuvres un cachet « monumental ».

### Caractères fondant le style

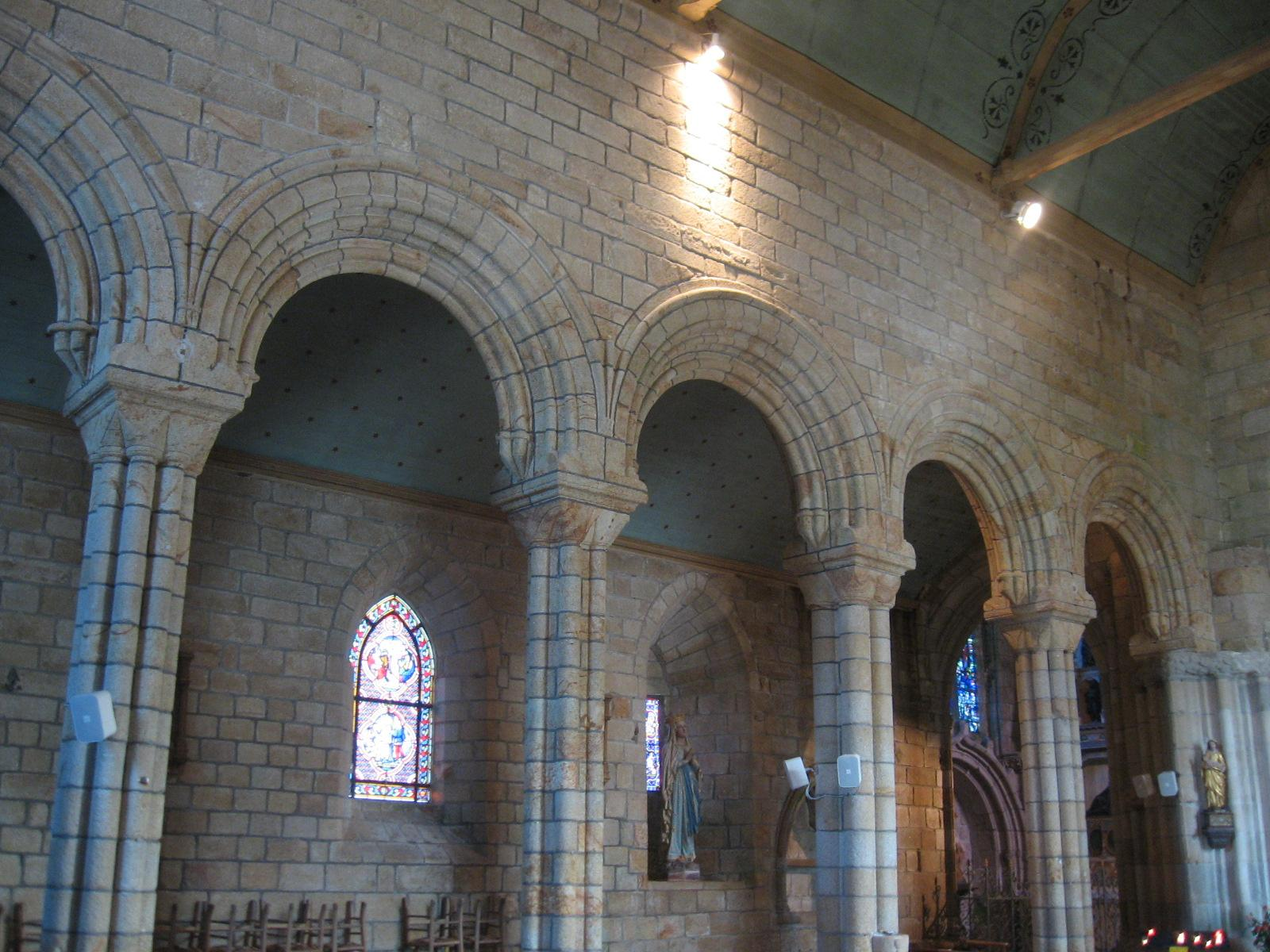
Collégiale Notre-Dame de Roscudon, à Pont-Croix. Les grandes arcades nord de la nef.

La définition du style se caractérise essentiellement par l'aspect des grandes arcades des nefs et des chœurs, et surtout par des piliers très décorés formés par un faisceau de colonnettes et des chapiteaux à godrons supportant les arcades.
- Piliers polylobés, minces et élancés, formés de colonnettes disposées en rosace régulière, et dont l'agencement est sans rapport avec l'ordonnancement des retombées sur le chapiteau du pilier.
- Intrados des arcs orné d'une épaisse nervure ou d'un faisceau de tores, retombant en encorbellement au-dessus du chapiteau ou sur une extension de celui-ci.
- Grandes arcades d'assez faible portée, souvent en plein cintre.
- Archivoltes richement ornées de fines voussures toriques.
- Alternance de plusieurs profils de piliers dans une même rangée d'arcades (avec symétrie nord-sud, s'il y a deux rangées d'arcades).
- Chapiteaux presque cubiques, larges et bas, décorés sobrement, aux tailloirs carrés saillants ; ou chapiteaux décorés d'une frise de feuillages gras.
- Fines colonnettes verticales, engagées au-dessus des chapiteaux, continuant l'axe des piliers et se terminant en console. Console qui supporte soit un élément de charpente (collatéraux) soit un cordon horizontal purement décoratif (côté nef-chœur).
- Naissance des grandes arcades sur une étroite colonne, engagée dans un pilier carré, lui-même engagé, la colonne étant couronnée d'un large chapiteau à profil triangulaire aplati.

Aucun de ces éléments ne peut caractériser l'École de Pont-Croix à lui seul. C'est leur association, plus ou moins complète, qui caractérise le style et le rend aisément reconnaissable, même pour le non-spécialiste. La présence de tous ces éléments n'est pas nécessaire au rattachement au style.
Un seul de ces éléments peut être considéré comme quasi constant : le pilier polylobé (son absence actuelle dans certains édifices apparentés est soit le témoignage d'une influence tardive, soit la conséquence de remaniements ou de remplois).

### Caractères complémentaires
Certains autres caractères des bâtiments peuvent être associés aux signes fondant le style :
- les bases des piliers reposant fréquemment sur des socles-bancs carrés ou circulaires ;
- le chevet plat (qui rompt avec le style roman local antérieur) ;
- la nef et le chœur aveugles ;
- le large toit en bâtière unique, reposant sur de bas murs collatéraux ;
- les ouvertures latérales peu nombreuses, et de petite taille ;
- le clocher central sur arc diaphragme, parfois sur croisée.

Le vaisseau aveugle sous un unique toit en bâtière pourrait être placé dans les caractères définissant le style de Pont-Croix, car il est constant.
Mais, très commun en Basse-Bretagne, il n'est pas par lui-même un indice de ce style. Il peut, en revanche, en être le principal héritage (voir ci-après : « Héritage »).
Les édifices étaient donc initialement fort sombres, éclairés principalement par leur chevet. Aucune raison structurale ne s'opposait à un meilleur éclairage latéral : il y avait peut-être volonté d'axialisation symbolique de la lumière. La nef (domaine des fidèles) se devait d'être éclairée par le chœur (domaine de l'Église) et essentiellement par le chevet de celui-ci (le sanctuaire, domaine du Christ).
La finesse des piliers ainsi que la présence de fines colonnettes terminées en encorbellement continuant l'axe des piliers (colonnettes destinées à supporter des sablières hautes ou des entraits des charpentes dans les collatéraux) ou de vides de maçonnerie au-dessus des chapiteaux (recevant de même des entraits) montrent que ces édifices n'ont jamais été destinés à être voûtés, mais uniquement couverts en charpente. La présence de ces supports d'entraits indiquent que cette charpente était probablement apparente à l'origine, puisque la paroi supportée par l'arcade et les arcs eux-mêmes se prolongent en appareil soigné, généralement bien au-dessus de la ligne formée par les chapiteaux des colonnettes ou des vides de maçonnerie. Les rares reliquats de charpentes anciennes restant dans la région (mais qui sont tous postérieurs à l'École de Pont-Croix) peuvent laisser supposer que ces charpentes apparentes étaient richement sculptées et peintes. L'humidité n'a pas permis leur conservation. Leur aspect réel reste inconnu.
Nombre de ces caractères secondaires sont également présents en dehors de la zone de répartition du style, dans des églises cornouaillaises (et bas-bretonnes en général), avant et surtout après l'époque de l'École de Pont-Croix (dans ce dernier cas, ce n'est peut-être pas fortuit). Ils ne désignent donc pas le style à eux seuls, mais renforcent la caractérisation des édifices présentant les signes premiers, et donc la singularité du style.

## Intérêt du style
Les édifices témoignant du style sont encore assez nombreux, mais d'importance diverse, et d'intérêt inégal. Ils ont subi l'outrage du temps. Tous ont été remaniés, parfois profondément, au cours des siècles. L'importance des parties réellement rattachables à l'École de Pont-Croix est donc variable pour chacun des édifices témoignant de ce style : parfois secondaire, voire marginale, ou témoignant seulement d'une influence tardive.
Si le style « École de Pont-Croix » ne constitue pas toujours l'intérêt premier de certains édifices, il leur confère toujours un intérêt certain, du fait de la caractérisation, de la durée et de l'influence qu'a eues ce style local — de son empreinte culturelle.

## Cadre géographique et humain

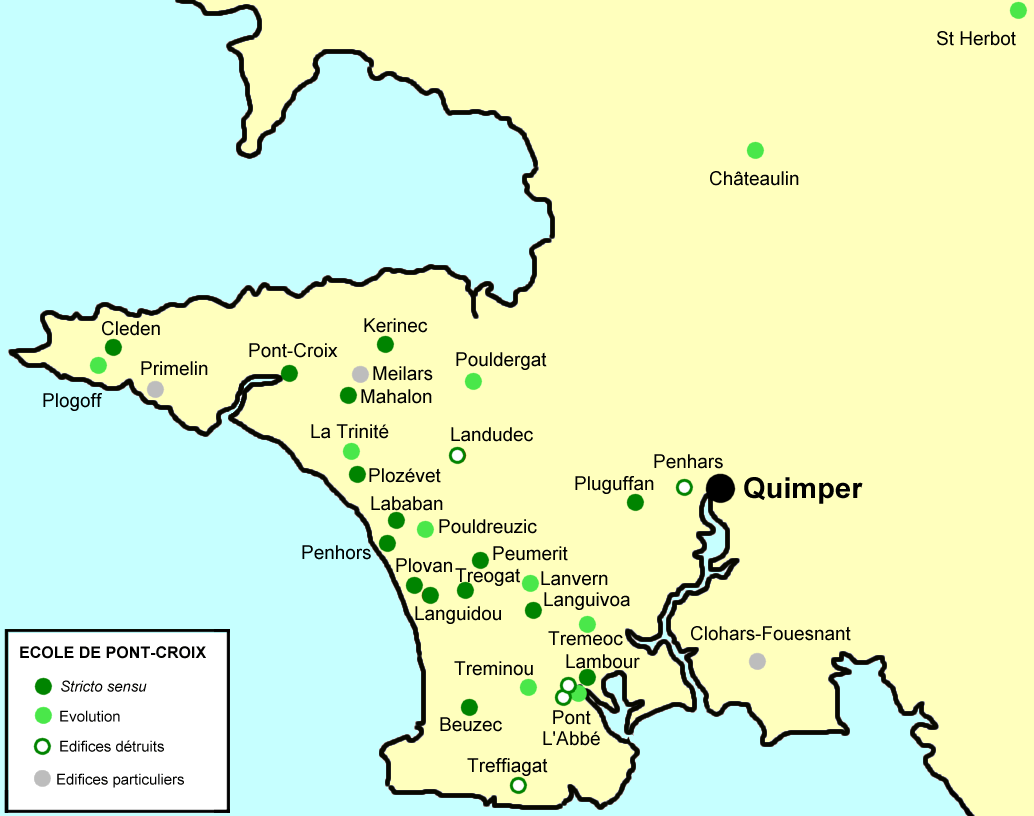
Édifices témoignant du style de Pont-Croix proprement dit, ou témoignant de son influence plus ou moins directe.

La zone de répartition des édifices témoignant du style de l'École de Pont-Croix a des limites assez précises, qui correspondent assez bien aux limites de deux anciens doyennés de l'évêché de Cornouaille : le doyenné de Cap Sizun et celui de Cap Caval. Comme bien souvent en Bretagne, les doyennés de l'ancien diocèse de Quimper correspondaient chacun à un ancien pagus, un « pays », un regroupement de paroisses ayant une certaine unité culturelle. À l'époque de l'émergence du style de l'École de Pont-Croix, au XIIIe siècle, le doyenné de Cap Sizun avait son siège à Primelin et celui de Cap Caval à Beuzec-Cap-Caval. Les églises paroissiales de ces deux bourgs, bien que très remaniées, voire mutilées, témoignent aujourd'hui de l'influence de ce style.
Les édifices se rattachant au style de l'École de Pont-Croix stricto sensu sont tous situés dans ces deux doyennés, particulièrement dans celui de Cap Caval. Les édifices que l'on trouve ailleurs sont rares, et témoignent d'une influence plus tardive.

## Origines, influences et parentés

### Prototype

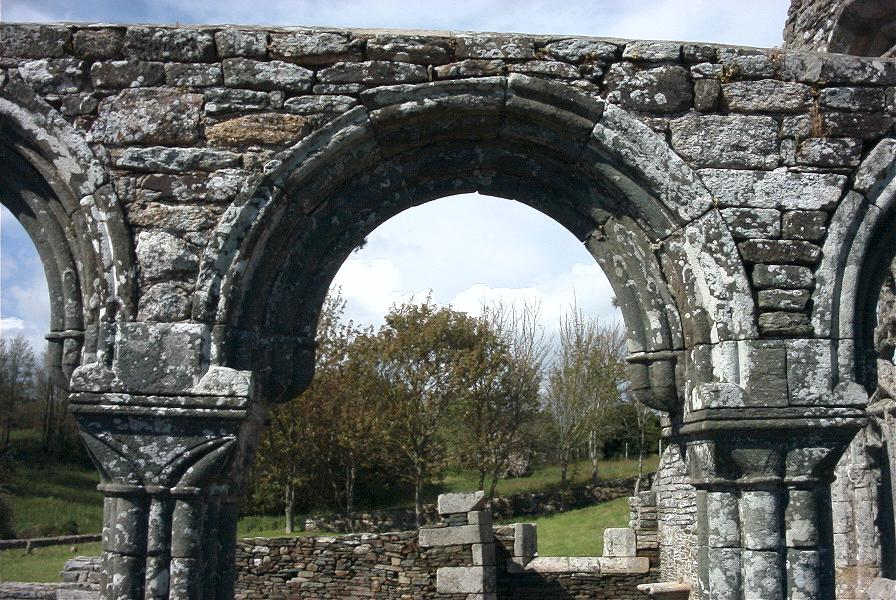
Languidou, en Plovan : ses grandes arcades, au décor riche et soigné, à la mise en œuvre parfaite. Cette chapelle est peut-être le bâtiment fondateur du style.

On ignore dans quel bâtiment le style a été formalisé et mis en œuvre. Traditionnellement, on considère Notre-dame de Roscudon, à Pont-Croix, comme bâtiment fondateur du style, d'où l'appellation d'École de Pont-Croix. Cet édifice en est le témoignage le plus vaste et le plus prestigieux. Son rayonnement a donc certainement participé, pour une part essentielle, à la diffusion du style. Ce qui ne veut pas dire qu'il soit à l'origine du style. Celui-ci peut tout aussi bien être né, sous sa forme achevée, avec la chapelle de Languidou, en Plovan, située au cœur géographique de la zone de diffusion du style, alors que l'église de Pont-Croix en est nettement excentrée.
Les arcades des deux édifices sont quasi identiques, visiblement issues du même atelier, et peut-être exécutées sous la direction du même maître d’œuvre. Languidou est probablement édifiée aux alentours de 1260, ou avant, par le maître d’œuvre Auffray Gurriec (un chapiteau porte cette mention). Mais cette datation n'est qu'une déduction, peut-être hasardeuse, à partir de critères paléographiques et du libellé d'une inscription mentionnant le prénom d'un chanoine de Quimper dont il existe des homonymes. En ce qui concerne Notre-Dame de Roscudon, aucun document ne permet de la dater avec précision. Il est donc bien difficile de savoir lequel des deux édifices a servi de modèle à l'autre...
L'église de Pont-Croix est grande et prestigieuse. Mais, si Languidou est modeste par la taille et le plan général, elle ne l'est pas par sa décoration, aussi soignée et ornée que celle de grands édifices (en particulier ses arcades, puis, plus tard, la superbe rose de son chevet). Il semble que cette chapelle, actuellement en ruine, était celle d'un prieuré, et que son implantation est fort ancienne, comme en témoigne son toponyme en Lan-. Il est donc possible qu'elle ait bénéficié autrefois d'un rayonnement et d'un prestige dont on ignore tout aujourd'hui. Ritalongi évoque en 1894 le souvenir de « moines de Languideau » très savants. Mais, comme cet auteur a parcouru et étudié le Pays Bigouden à une époque où les traditions orales étaient encore très actives, il peut ne rapporter là qu'une rumeur. Quoi qu'il en soit, Languidou n'était certainement pas autrefois une simple chapelle rurale, et sa candidature au titre d'édifice princeps de l'École de Pont-Croix n'est pas écartée, même si rien ne peut le prouver.

### Datation des édifices
Au vu des conceptions actuelles, on date approximativement le style des XIIIe et XIVe siècles (période correspondant à celle de l'explosion du gothique dans le domaine royal français, période de l'érection de la plupart des grandes cathédrales du Bassin parisien).
Initialement, on considère les édifices de l'École de Pont-Croix comme plus anciens. On les situe d'abord du début du XIIe siècle, parfois même du XIe siècle. Cette datation s'explique en partie par l'image qu'a la Bretagne au début du XIXe siècle, celle d'une région attardée, passéiste, souvent à l'écart, et toujours à la traîne des grands mouvements artistiques : il était difficile pour certains auteurs empreints de régionalisme d'admettre l'idée qu'on ait pu continuer à bâtir en Bretagne des édifices romans (du moins les considéraient-ils comme tels) à une époque où le gothique s'était déjà imposé partout ailleurs.
Il n'y a pas de dates gravées sur les parties les plus anciennes, et les inscriptions sont rares (seule, Languidou comporte des inscriptions explicites, mais qui ne permettent pas une datation précise). On manque également de documents anciens qui permettraient des recoupements. Aucun édifice de l'École de Pont-Croix ne pouvant être daté de façon satisfaisante, il est impossible de se référer à l'un d'entre eux pour situer l'âge des autres par comparaison stylistique.
On connaît l'âge exact d'un seul édifice : Notre-Dame des Carmes, à Pont-l'Abbé (1383-1406). Mais cette œuvre est visiblement très tardive par rapport aux autres édifices de l'École de Pont-Croix. Elle n'appartient plus vraiment à ce style, au sens strict. Néanmoins, sa nette appartenance au sens large est la preuve de la persistance des influences de ce style à la fin du XIVe siècle. Comme il est peu concevable que le style de l'École de Pont-Croix ait pu s'étaler du début du XIIe siècle jusqu'à la fin du XIVe, l'existence même de Notre-Dame des Carmes est un argument supplémentaire et un point chronologique incitant à « rajeunir » les autres édifices témoignant de ce style.
La difficulté de datation est aggravée par le fait que les édifices originels ont le plus souvent été profondément remaniés par la suite : au XVe siècle, et surtout au début du XVIe, période durant laquelle on modifia et construisit un nombre considérable d'édifices religieux ; puis dans la première moitié du XVIIe siècle, qui fut également une période de construction et de remaniement.
Les éléments de l'École de Pont-Croix ne sont donc plus aujourd'hui que des parties, parfois très réduites, d'édifices globalement postérieurs. De plus, certains de ces éléments, que l'on considère aujourd'hui comme témoignant du style de l'École de Pont-Croix, sont des remplois probables ou avérés dans des édifices plus tardifs, ce qui empêche toute datation, même approximative, des édifices les ayant employés originellement.
La datation précise de l'École de Pont-Croix reste donc largement du domaine de l'estimation, et cet aspect un peu énigmatique n'est pas étranger au charme du style.

### Influences possibles et probables

#### Influences invoquées
Les influences stylistiques de l'École de Pont-Croix sont d'abord recherchées dans des édifices du roman poitevin, ainsi que dans le roman angevin, ou cistercien, sans que des relations puissent être établies de façon probante : elles sont jugées possibles, mais non essentielles.
Selon René Couffon, il conviendrait plutôt de rechercher dans le gothique d'outre-Manche. On trouve là-bas — plus ou moins identiques et associés — de nombreux éléments caractéristiques du style de Pont-Croix (hormis l'arc en plein cintre) dans un nombre considérable d'édifices, indiscutablement gothiques, du XIIIe siècle. D'autre part, Henri Waquet fait remarquer que le développement du roman poitevin s'inscrit dans le domaine des Plantagenêts : l'influence du roman poitevin (avancée par Lefèvre-Pontalis), aurait fort bien pu s'exercer sur l'École de Pont-Croix, mais de manière indirecte, via une influence romane sur le gothique insulaire naissant.
Des éléments de parenté morphologique se retrouvent en effet çà et là, outre-Manche, dans de nombreux édifices. Mais la mise en œuvre ou l'association de ces éléments n'évoque pas un lien plus ou moins direct avec l'École de Pont-Croix. Or, c'est justement la mise en œuvre et l'association des éléments qui fait l'originalité du style de l'École de Pont-Croix.

## L'initiateur
Le style dit de Pont-Croix représente une rupture dans l'évolution de l'architecture locale de Base-Cornouaille, ce qui laisse à supposer un responsable de cette rupture, un personnage ayant su tirer parti d'influences certainement multiples pour concevoir quelque chose de nouveau et d'original. Quelque chose dont le succès et la persistance dans le temps prouvent a posteriori (en fonction des goûts et de la sensibilité locale) une pertinence dans les choix. Le responsable de cette rupture est probablement le maître d'œuvre de Pont-Croix ou celui de Languidou. Lesquels ne font sans doute qu'un, tant la facture des deux édifices est proche, voire identique.
On ne connaît rien de sa vie. L'examen de son œuvre permet d'avancer qu'il n'a rien d'un artisan local, isolé des grands courants, et attaché au passé. Il semble au contraire fort bien connaître les édifices contemporains du domaine anglo-normand.
Certains, comme Roger Grand, évoquent même l'idée d'un maître d'œuvre venu d'outre-Manche ; plus précisément du pays de Galles, où l'on érige durant la même période des édifices dont les piliers et les voussures sont de style assez similaire. Cette idée reste spéculative, en dépit des relations étroites qu'entretenaient le duché de Bretagne et le royaume d'Angleterre à cette époque. Elle écarte en outre la possibilité que le maître d'œuvre de Languidou et celui de Pont-Croix soient une seule et même personne : en effet, celui de Languidou porte un patronyme local, « Auffray Gurriec », nom inscrit sur un chapiteau sous la forme latinisée Auvredus Gurreu.

## Genèse du concept d'«école»

### Premières constatations
Les documents les plus anciens décrivant de manière suffisamment détaillée les caractéristiques architecturales d'un édifice de ce groupe (en l'occurrence Notre-Dame de Roscudon, à Pont-Croix) semblent être ceux de Pol de Courcy et de Charles de La Monneraye, publiés parallèlement en 1849. Courcy relève que les travées de la nef et du bas du chœur « se distinguent par une fusion bizarre et anormale de formes empruntées au style roman et au style ogival ». Puis il fait le rapprochement avec les travées d'autres églises, notamment celles de la chapelle de Kérinec, en Poullan, et celles de l'église paroissiale de Landudec,. La Monneraye quant à lui remarque le mélange étonnant « des formes et des ornements du style roman avec les formes, le groupement des colonnes et les archivoltes déjà compliquées du style ogival ».

### Définition du style
Jean-Marie Abgrall, en 1894, considère le style de l'intérieur de Notre-Dame de Roscudon comme purement roman, mais il reconnaît son originalité par rapport aux autres édifices représentatifs du roman en Bretagne. Il insiste ensuite sur le caractère local de ce style : « L'église de Pont-Croix serait le produit naturel du sol, une idée née dans le pays même et exploitée conformément aux propriétés des matériaux qu'on avait entre les mains. » Il constate que ce style n'est pas isolé, mais concerne un groupe d'édifices dans une unité géographique. Puis il définit le style, sans le formaliser. Enfin, il y rattache d'autres édifices, à son avis moins bien caractérisés.

### Naissance du concept
La paternité de l'expression « École de Pont-Croix » revient à Charles Chaussepied. En 1909, il utilise pour la première fois ce terme pour conceptualiser ce qu'Abgrall avait reconnu et décrit. Il se réfère d'ailleurs explicitement au travail de son prédécesseur. Il fixe le cadre géographique de cette école. Il insiste sur son originalité. Comme Abgrall avant lui, il considère ce style comme purement roman.
Après Chaussepied, d'autres formulations seront employées, toutes synonymes d'« École de Pont-Croix », désignant toutes le même concept :
- Groupe de Pont-Croix ;
- École du Cap Sizun et du Cap Caval (Henri Pérennès, en 1929[16]) ;
- Atelier de Pont-Croix (René Couffon, en 1951[1]).

### Réaction
À peine né, le concept d'une École de Pont-Croix est nié par certains. Lefèvre-Pontalis et Lucien Lécureux, avec une vision très extensive de l'École poitevine de l'art roman, n'y intègrent pas réellement les édifices du type Pont-Croix ; ils les considèrent cependant sous influence directe des édifices poitevins, en se basant essentiellement sur la présence de piliers en faisceau de colonnes. Ils voient aussi de possibles influences angevines à Kérinec, voire cisterciennes à Pont-Croix, en s'appuyant sur la forme de l'amortissement des tores de l'intrados des arcs (sur une extension du tailloir à Kérinec, sur un cône en encorbellement à Pont-Croix).
Ils insistent cependant sur le fait que le style de ces édifices n'est pas purement roman. Et ils donnent de sa genèse une interprétation plus réaliste que celle, nimbée de régionalisme, de leurs prédécesseurs, qui y voyaient surtout une expression du « génie breton ». Selon Lefèvre-Pontalis et Lécureux, on commence par compliquer d'éléments gothiques des églises destinées à être purement romanes. Puis on prend goût à ce mélange, et on bâtit « de parti pris dans un style mixte ». Quant à l'arc en plein cintre des archivoltes gothiques primitives, il n'avait « aucune raison de céder la place à l'arc en tiers-point dans un pays où les églises n'étaient pas voûtées ».

### Confirmation
René Couffon, en 1951, reprend à son compte les remarques de Lefèvre-Pontalis et Lécureux, hormis en ce qui concerne les influences poitevines. Il parle de Notre-Dame de Roscudon comme d'un « monument profondément original », ne présentant aucun rapport avec les grands édifices romans qui subsistent en Cornouaille. L'architecte a donc été un novateur. Mais « a-t-il créé là une œuvre entièrement nouvelle ou s'est-il inspiré de modèles antérieurs et dans quelle mesure ? »

## Débat sur le classement de l'École
Si le concept d'École de Pont-Croix est défini et accepté, le classement de ce style local fait débat. Certains parlent d'architecture romane, d'autres de style de transition, d'autres de gothique.
Dans ce débat, il convient de prendre en compte qu'il n'y a pas rupture entre le roman et le gothique, mais une continuité entre deux conceptions stylistiques qui ne se sont pas succédé : elles ont été longtemps contemporaines. Et les débuts du gothique ne marquent pas le déclin du roman ; il s'agit au contraire de la période de son plein épanouissement et de l'édification de ses principaux chefs-d'œuvre. Tout ceci amène à relativiser l'importance d'un classement de l'École de Pont-Croix dans tel ou tel courant.

### Classement dans le roman
Les premiers auteurs qui décrivent l'École de Pont-Croix la considèrent comme appartenant au style roman, au sens large. Ils se basent d'une part sur la fréquente utilisation des arcades en plein cintre, d'autre part sur l'âge supposé des édifices.
Résumer le roman au plein cintre est un peu réducteur, erroné, en tout cas dépassé. De plus, si la datation des édifices de l'École de Pont-Croix est incertaine, il faut sûrement la rajeunir (parfois d'un siècle, ce qui est beaucoup) par rapport aux estimations anciennes.

### Classement comme style de transition
Le « style de transition » s'exprime généralement par :
- l'adoption plus ou moins marquée du style gothique naissant, en ce qui concerne le traitement des arcades, des voûtes et des ouvertures ;
- la persistance nette d'éléments romans, pour ce qui concerne la décoration (style des piliers et des chapiteaux, etc.)

Dans les édifices de l'École de Pont-Croix, on constate plutôt l'inverse. De plus, les édifices purement romans de la zone où s'est développée l'École de Pont-Croix sont structurés très différemment : nef à clair-étage au-dessus des collatéraux, chevet parfois en abside, piliers massifs à colonnes engagées. La typologie des églises de l'École de Pont-Croix marque une rupture brutale avec le type roman local antérieur. Le style de l'École de Pont-Croix n'a rien d'un style de transition.
Sa relative homogénéité, sa persistance dans le temps et le nombre important d'édifices le présentant ou en gardant des traces (plus d'une vingtaine sont encore conservés à ce jour) le désignent comme un réel canon stylistique local, non comme une suite d'hésitations et d'imperfections dans l'adoption progressive de solutions venues d'ailleurs.
Même s'il utilise souvent certains éléments pouvant apparaître comme « archaïques », le style de l'École de Pont-Croix ne saurait être assimilé au gothique de transition, ni être considéré comme un style de transition.

### Classement dans le gothique
La vision actuelle porterait à considérer l'École de Pont-Croix comme se rattachant plutôt au style gothique, malgré l'absence de ce qui caractérise fondamentalement le gothique : la recherche de la lumière et l'élancement vertical.
Loin d'une recherche de la lumière, il semble qu'il y ait eu au contraire volonté d'assombrir les nefs, et d'en minimiser les ouvertures bien au-delà de ce qu'aurait justifié la solidité des murs.
Il n'y a aucune recherche d'élancement vertical « physique ». Parmi les édifices qui nous sont parvenus, les arcades sont toutes assez basses, voire très basses. Mais l'élancement vertical est autre. Il réside dans les proportions plus que dans l'élévation, dans le fait d'affiner les piliers et de les structurer en fines colonnettes, ce qui, associé aux portées modérées des arcades, fait que ces arcades paraissent plus hautes qu'elles ne sont.
À une époque où les lois de la perspective sont pourtant plus que balbutiantes, les maîtres d’œuvre de nombre d'arcades de l'École semblent vouloir donner l'impression que ces arcades sont plus éloignées de l'observateur qu'elles ne le sont en réalité. Ils confèrent ainsi à leurs vaisseaux une largeur et une hauteur apparentes bien supérieures à leurs dimensions physiques, souvent modestes. En cela, même si l'on ignore ce que ces maîtres d'œuvre avaient réellement en tête, l'École de Pont-Croix s'inscrit pleinement dans l'esprit du courant dit gothique.
René Couffon situe en Grande-Bretagne les influences ayant eu un rôle dans la genèse du style : « Le fait de retrouver à Pont-Croix les mêmes éléments qu'en Grande-Bretagne, joint à l'ornementation de certains chapiteaux, montre qu'il convient de classer Notre-Dame de Roscudon non parmi les édifices de l'école romane poitevine, ainsi qu'il est répété, mais parmi les édifices gothiques anglo-normands dont le plan avec chevet plat est par ailleurs si semblable. ». Pont-Croix serait plus une interprétation locale et originale du premier gothique anglo-normand qu'une expression du roman tardif, ou qu'un style « de transition ».

## Héritage

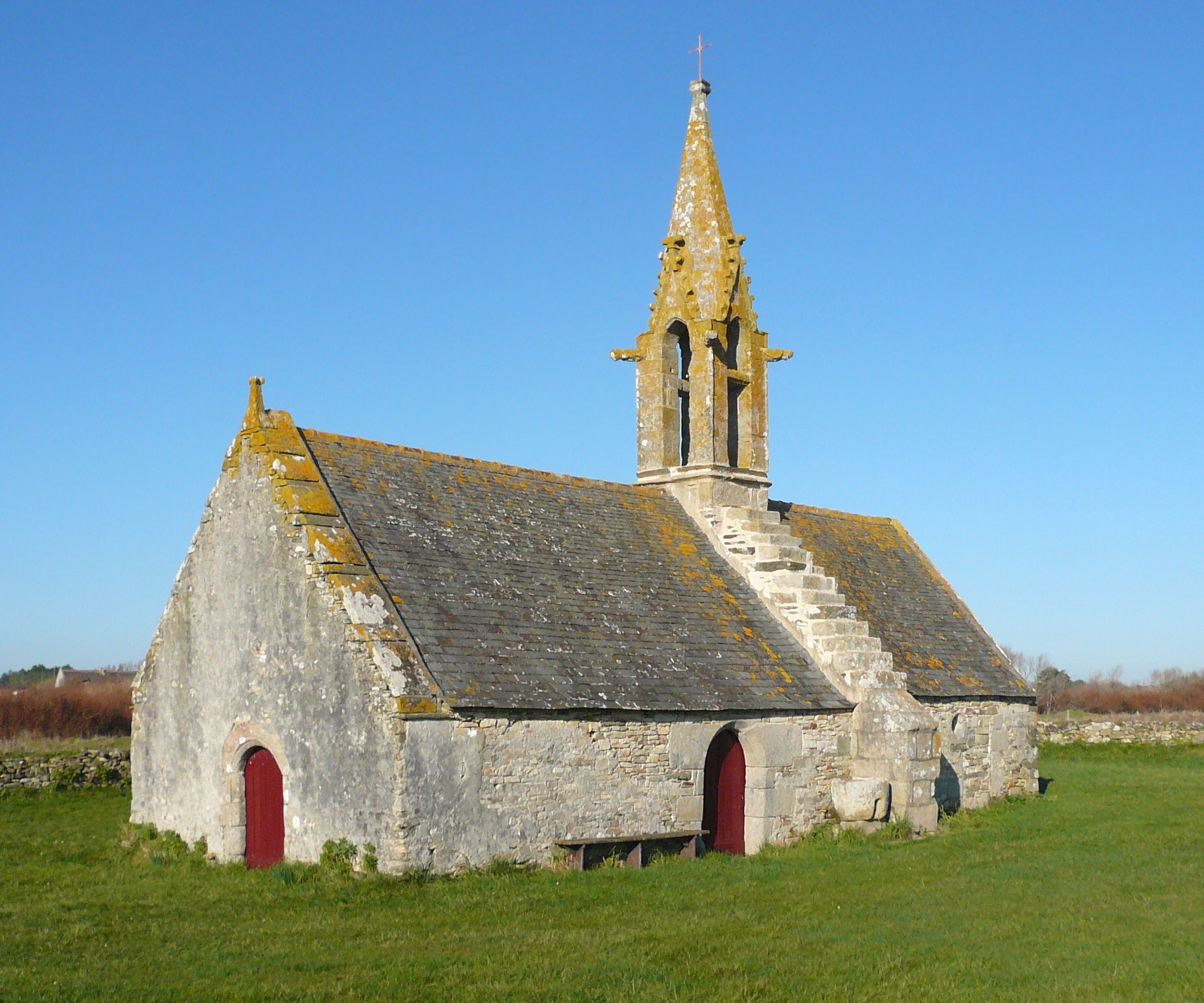
La chapelle Saint-Vio, en Tréguennec. Édifiée probablement au XVe siècle, cette modeste chapelle est donc très postérieure à l'apogée de l'École de Pont-Croix, et ne peut y être rattachée. Elle en conserve pourtant l'organisation générale.

Le style exerce localement une influence directe, prolongée bien après son apogée. Ainsi, Notre-Dame des Carmes, à Pont-l'Abbé, dont l'édification débute à la fin du XIVe siècle, est nettement différente des premiers édifices du style ; mais elle se rattache à ce mouvement apparu un siècle et demi plus tôt — ce qui est très long, en matière de style architectural. Les édifices tardifs témoignant du style sont donc son premier héritage, son héritage direct.
Mais son héritage principal n'est ni dans ses piliers à colonnettes, ni dans ses nervures aux retombées en encorbellement, il n'est dans aucun des éléments cités comme caractéristiques du style de l'École de Pont-Croix. Son principal héritage, dans l'ensemble de l'architecture religieuse de Basse-Bretagne, est probablement le vaisseau aveugle à collatéraux, non voûté, à chevet plat, sous un large toit en bâtière. L'École de Pont-Croix n'a certes pas inventé ces éléments, mais elle les a regroupés et systématisés en un ensemble stable et cohérent. En effet, les édifices romans bas-bretons antérieurs, quand ils possédaient des collatéraux, étaient organisés avec des fenêtres hautes, et bien souvent des chevets en abside. À partir de l'École de Pont-Croix, et bien après son époque, et bien au-delà de sa zone d'influence, l'église basse à nef aveugle et à chevet plat devient l'archétype de l'église bas-bretonne — et elle le reste, dans l'esprit des observateurs du XXIe siècle. En cela, l'héritage culturel de cette « petite école régionale » est considérable.
Certes, des édifices bretons étrangers à l'École de Pont-Croix, mais contemporains de celle-ci, ont pu ici et là présenter parallèlement le même type d'organisation de l'édifice… Si le mouvement dit de l'École de Pont-Croix n'est pas le seul responsable de l'éclosion de ce type d'édifice, il en est certainement l'un des moteurs majeurs.

## Les édifices

### École de Pont-Croix, au sens strict
Quelques édifices présentent des témoignages de l'École de Pont-Croix dans ce que ce style a de plus caractérisé. C'est à partir d'eux principalement que le style a pu être décrit et individualisé.
Parmi eux, trois édifices sont « fondateurs » sinon du style lui-même, du moins du concept d'École de Pont-Croix :
- la collégiale Notre-Dame de Roscudon, à Pont-Croix, classée monument historique en 1851 ;
- la chapelle de Languidou, en Plovan, classée monument historique en 1908 (en ruines) ;
- la chapelle Notre-Dame-de-Kérinec, en Poullan.

Les autres édifices au sens strict sont :
- l'église Saint-Clet, à Cléden-Cap-Sizun ;
- l'église Saint-Magloire, à Mahalon ;
- l'église Saint-Annouarn, à Peumerit ;
- la chapelle Saint-Budoc, à Beuzec-Cap-Caval en Plomeur ;
- la chapelle de Languivoa, en Plonéour-Lanvern ;
- l'église Saint-Gorgon, à Plovan ;
- l'église Saint-Devet, à Plozévet ;
- l'église Saint-Cuffan, à Pluguffan ;
- l'église Saint-Jacques de Lambour, à Pont-l'Abbé ;
- l'église Saint-Paban, à Lababan, en Pouldreuzic ;
- la chapelle Notre-Dame de Penhors, à Penhors, en Pouldreuzic ;
- l'église Saint-Boscat, à Tréogat.

### Évolution
À partir du style originel, se produit une évolution secondaire dont témoigne un ensemble d'édifices. Elle tend à une relative perte d'originalité ; mais l'individualité du style reste quand même bien nette.
- Église Notre-Dame de Châteaulin.
- Église Saint-Collodan, à Plogoff.
- Chapelle de la Tréminou, en Plomeur.
- Église Saint-Philibert de Lanvern, en Plonéour-Lanvern.
- Chapelle Saint-Herbot, en Plonévez-du-Faou.
- Chapelle de la Trinité, à Plozévet.
- Église Notre-Dame des Carmes, à Pont-l'Abbé.
- Église Saint-Ergat, à Pouldergat.
- Église Saint-Faron, à Pouldreuzic.
- Église Saint-Alour, à Tréméoc.

### Édifices particuliers
Un ensemble d'édifices possède des témoignages ou des influences plus ou moins nets de l'École de Pont-Croix. Mais ces témoignages ou ces influences présentent certaines particularités originales, ou difficiles à classer dans le cadre de l'évolution du style.
- Église Saint-Hilaire, à Clohars-Fouesnant.
- Église Saint-Mélar, à Meilars, en Confort-Meilars.
- Chapelle de Lannourec, en Goulien.
- Église Saint-Primel, à Primelin.

Dans le cas de l'église Saint-Suliac, à Saint-Suliac, en Ille-et-Vilaine, il s'agirait d'une convergence à distance.

### Édifices aujourd'hui détruits
À la charnière des XIXe et XXe siècles, certaines paroisses veulent des églises à la monumentalité plus affichée : des édifices anciens sont détruits. Certains sont attestés comme ayant comporté, avant leur destruction, des éléments se rapportant à l'École de Pont-Croix (il en a sans nul doute existé d'autres, qui restent inconnus).
- Église Saint-Tudec-et-Sainte-Anne, à Landudec.
- Chapelle de la Madeleine, à Pont-l'Abbé (incertain).
- Chapelle du château de Pont-l'Abbé.
- Église Sainte-Claire, à Penhars, en Quimper.
- Église Saint-Riagat, à Treffiagat.

### Ultimes traces
L'influence du style de l'École de Pont-Croix s'est fait sentir très tardivement . Quelques édifices en témoignent. Ils ne peuvent être considérés comme appartenant au style. Si on les examine hors contexte et qu'on les compare directement aux archétypes du style que sont Languidou, Pont-Croix ou Kérinec, il peut même paraître hasardeux d'établir un rapport stylistique.
Bien que discrètes, ces ultimes traces témoignent d'une remarquable continuité du style jusqu'aux époques tardives, ou, plus exactement, d'une remarquable continuité du goût local pour certaines formules architecturales.
- Église Saint-Jérome, à Cast.
- Église Saint-Tugdual, à Combrit.
- Chapelle de la Clarté, en Combrit.
- Église Saint-Onneau, à Esquibien.
- Église Saint-Cadouan, à Poullan.